# Burg Rappelstein

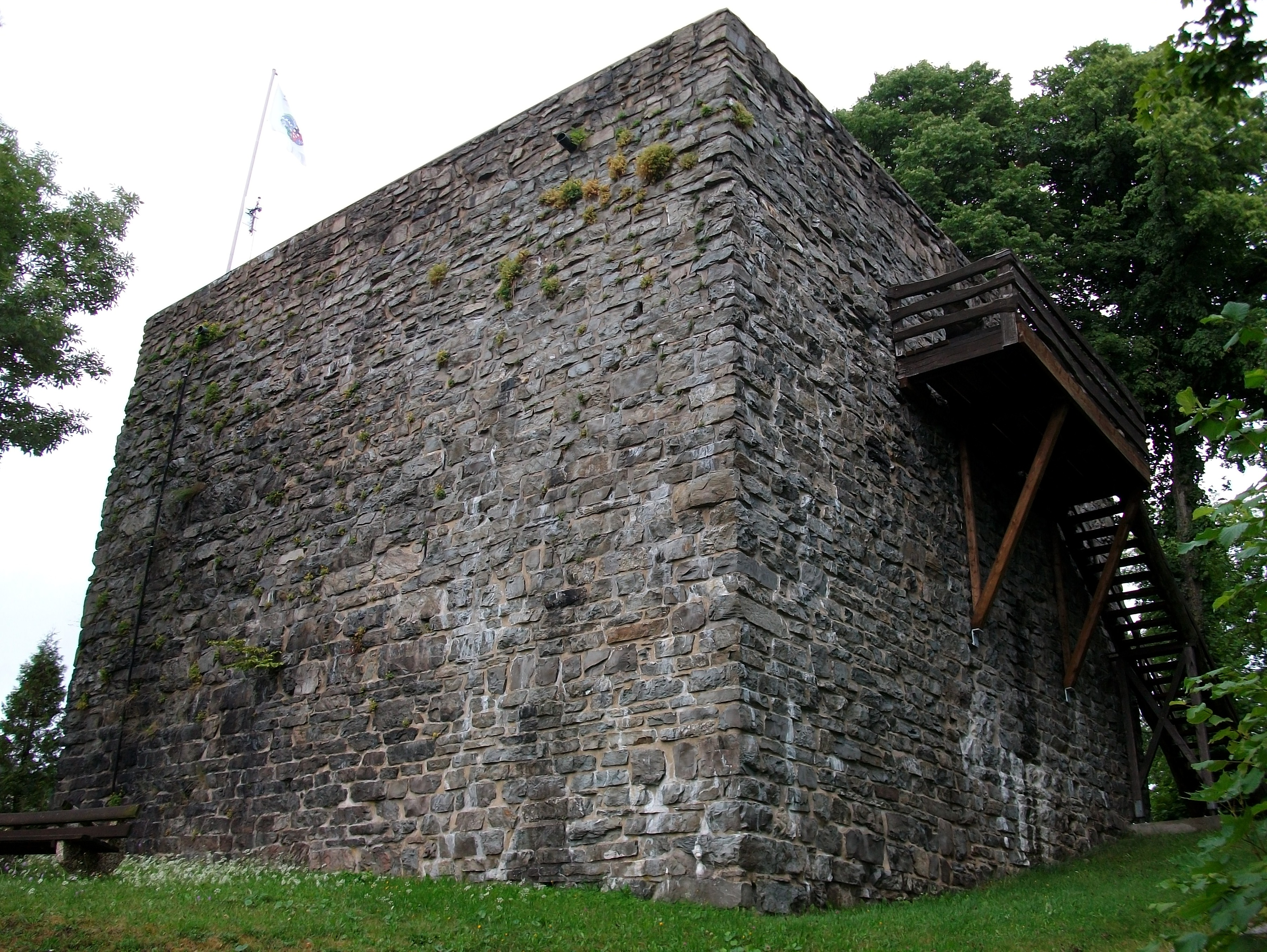
Aufgang zur Burgruine

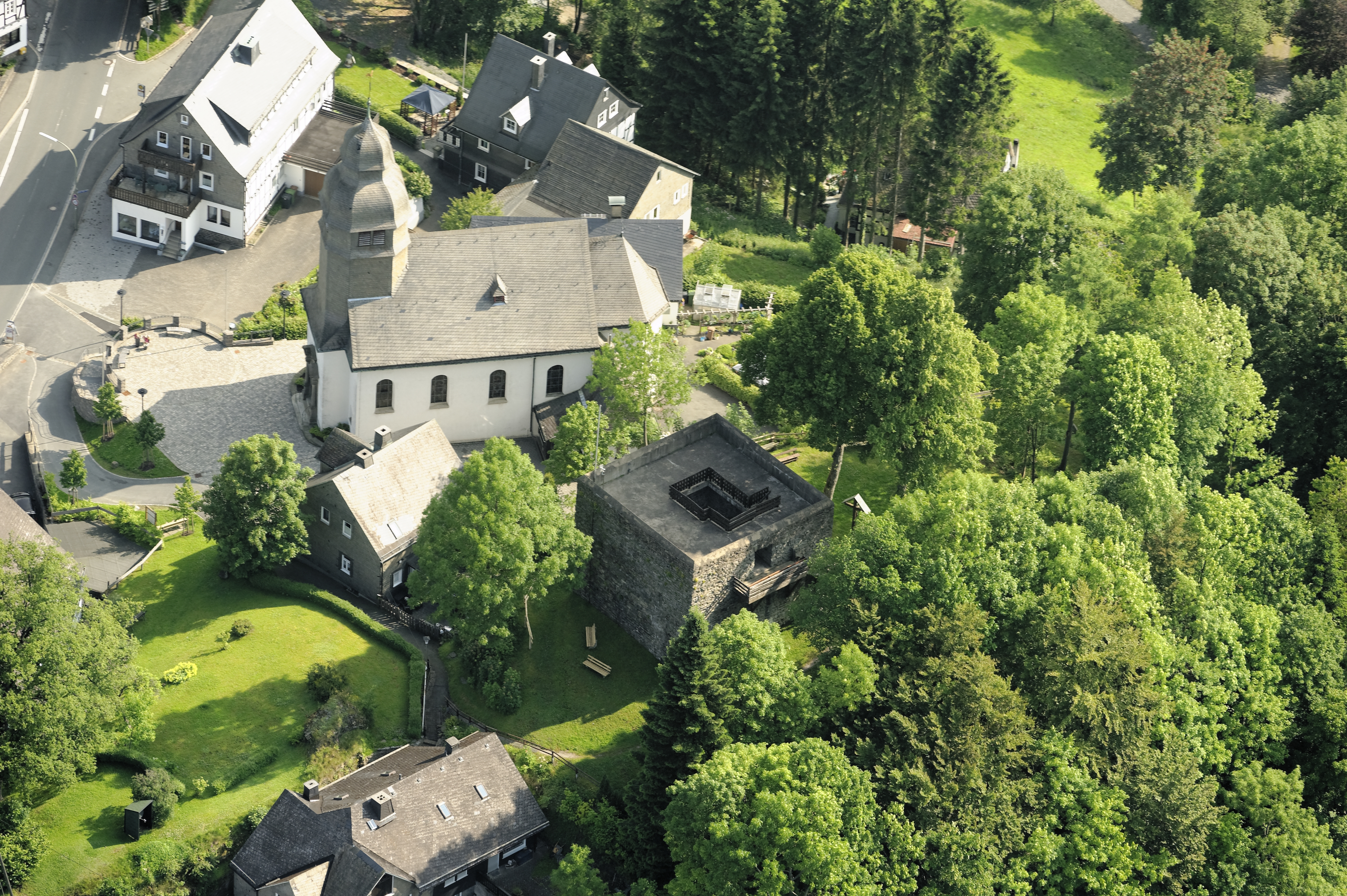
Luftaufnahme von der Burgruine

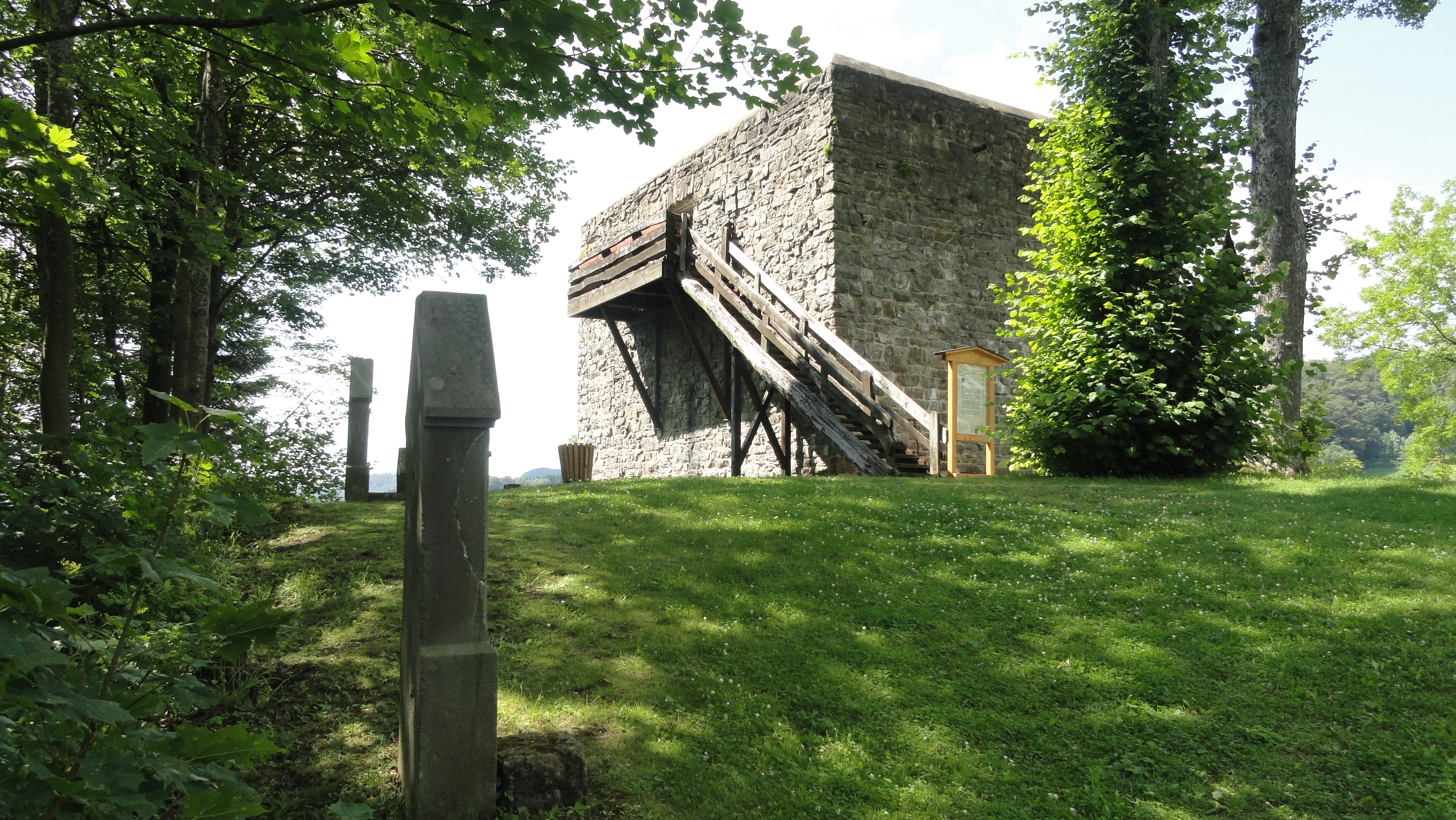
Kreuzweg neben der Burgruine

Die Ruine der Burg Rappelstein (ehemalige Burg Nordenau oder auch Burg Norderna) liegt in Schmallenberg im Ortsteil Nordenau im Hochsauerlandkreis in Nordrhein-Westfalen.

## Geschichte
Die Ruine der Höhenburg Nordenau liegt auf einem Felsen, dem so genannten Rappelstein, im Ortszentrum von Nordenau. Die Burg Nordenau, deren ursprünglicher Name Burg Norderna war, wurde von den Edelherren von Grafschaft an der alten Heidenstraße Köln – Kassel um 1200 erbaut. Das Adelsgeschlecht von Grascap, so der damalige Name, besaß nach Volksüberlieferungen vermutlich bereits um 1000 auf dem Wilzenberg bei Grafschaft eine Wallburg. Nach dem Bau der Burg verlegten die Edelherren von Grafschaft auch ihren Stammsitz nach Nordenau. Als erbliche Schirmvögte des Klosters Grafschaft übten sie jedoch noch weiterhin die Vogteigewalt über das Gebiet um Grafschaft aus.
Die Burg Nordenau lag als höchste Burg Westfalens an einer taktisch bedeutsamen Stelle. Die Grafschafter Edelherren und Brüder Kraft und Widekind von Grafschaft veräußerten am 14. Februar 1298 die Burg an den Grafen Otto von Waldeck. Anschließend gab Otto ihnen die Burg als Lehen unter Auflagen zurück. Mit dem Erwerb begann die Zeit der waldeckischen Teilherrschaft über die Burg und ihren Besitz. Die finanzielle Situation der Grafschafter Edelherren wurde in den nachfolgenden Jahren nicht besser. Nach dem Versuch der Waldecker, Krafts Witwe Agnes aus ihrem Burganteil zu verdrängen, kam ihr der Kölner Erzbischof Walram zu Hilfe. Von 1343 an gab es längere Streitigkeiten zwischen Köln und Waldeck. Es gab bedeutsame Kämpfe um die Burg. Die Festung wurde dabei zeitweilig belagert. Im Jahr 1364 einigte man sich. Nachfolgend wurde die Burg Gesamteigentum des Erzbischofs und des Waldecker Grafen. 1471 erwarb das Adelsgeschlecht von Grascaps eine Burg in Ober-Ense. Die Burg Nordenau verfiel seit diesem Zeitpunkt. Das Geschlecht der von Grascaps starb 1572 aus.

## Grabungen
Ab 1919 gab es erste Bemühungen, Grabungen an der Burgruine durchzuführen. Später gab es auch Anstrengungen, die Turmreste vor dem Verfall zu retten. In diese Zeit fiel jedoch der Fund eines Hobby-Archäologen, der bei Grabungen eine Hanseschale in der Ruine Rappelstein fand. Die Hanseschale aus Nordenau ist eine rund 25 cm flache Bonzeschale, in deren Mitte sich die Inschrift SUR ERBIA und die Abbildung einer weiblichen Person mit Krone befindet. Die Hanseschale befindet sich seit 1927 im Besitz des LWL-Landesmuseums für Kunst und Kulturgeschichte in Münster.
In den Folgejahren verstärkten sich die Bemühungen, wissenschaftliche Nachgrabungen an der Burgruine durchzuführen bzw. die Ruine zu sichern. Realisiert wurde dies erst in den Jahren 1967/68, als von Seiten der Kommune und der Denkmalbehörde der Bergfried teilweise wieder aufgebaut wurde und Untersuchungen stattfanden.
Bei den Untersuchungen fand man Gefäßscherben, eine Armbrust und eine Münze des Herzogtums Westfalen aus dem 14. Jahrhundert. Das Holz des Turmes wurde einer dendrochronologischen Analyse (über Jahresringe im Holz) unterzogen. Demzufolge erfolgte die Errichtung des Burgturmes zwischen 1085 und 1110.

## Weiteres
Der Bergfried dient heute als Aussichtsplattform mit Blick auf Nordenau, das Nesselbachtal und die umliegenden Berge des Sauerlands.